# Náměstí V Novém Hloubětíně
Náměstí V Novém Hloubětíně je zaniklé náměstí v Hloubětíně na Praze 14. Ohraničují ho dnešní ulice V Novém Hloubětíně, Sadská, V Humenci a Mochovská a ústí do něj od jihu ještě ulice Milovická. Má obdélníkový tvar protažený přibližně v severojižní ose.
Vzniklo a pojmenováno bylo v roce 1925. Nazváno bylo podle zástavby v Novém Hloubětíně, která vznikla na sever od Starého Hloubětína. V době nacistické okupace v letech 1940–1945 se německy nazývalo Neutiefenbacher Platz. Lidově se mu říkalo Bramborák, protože tam bývaly záhumenky brambor a za 2. světové války obchod s bramborami.
Náměstí bylo zrušeno v roce 1972.
V současnosti má parkovou úpravu. Nachází se tam pomník obětem 2. světové války. V létě 2013 bylo v severní části zprovozněno dětské hřiště, které financovala Praha 14 a společnost Lidl jako součást akce Rákosníčkova hřiště. V rámci revitalizace prostoru bývalého náměstí po stranách hřiště doplnila venkovní posilovna, kde nechybí bradla, hrazdy nebo šlapací stroje.

## Galerie

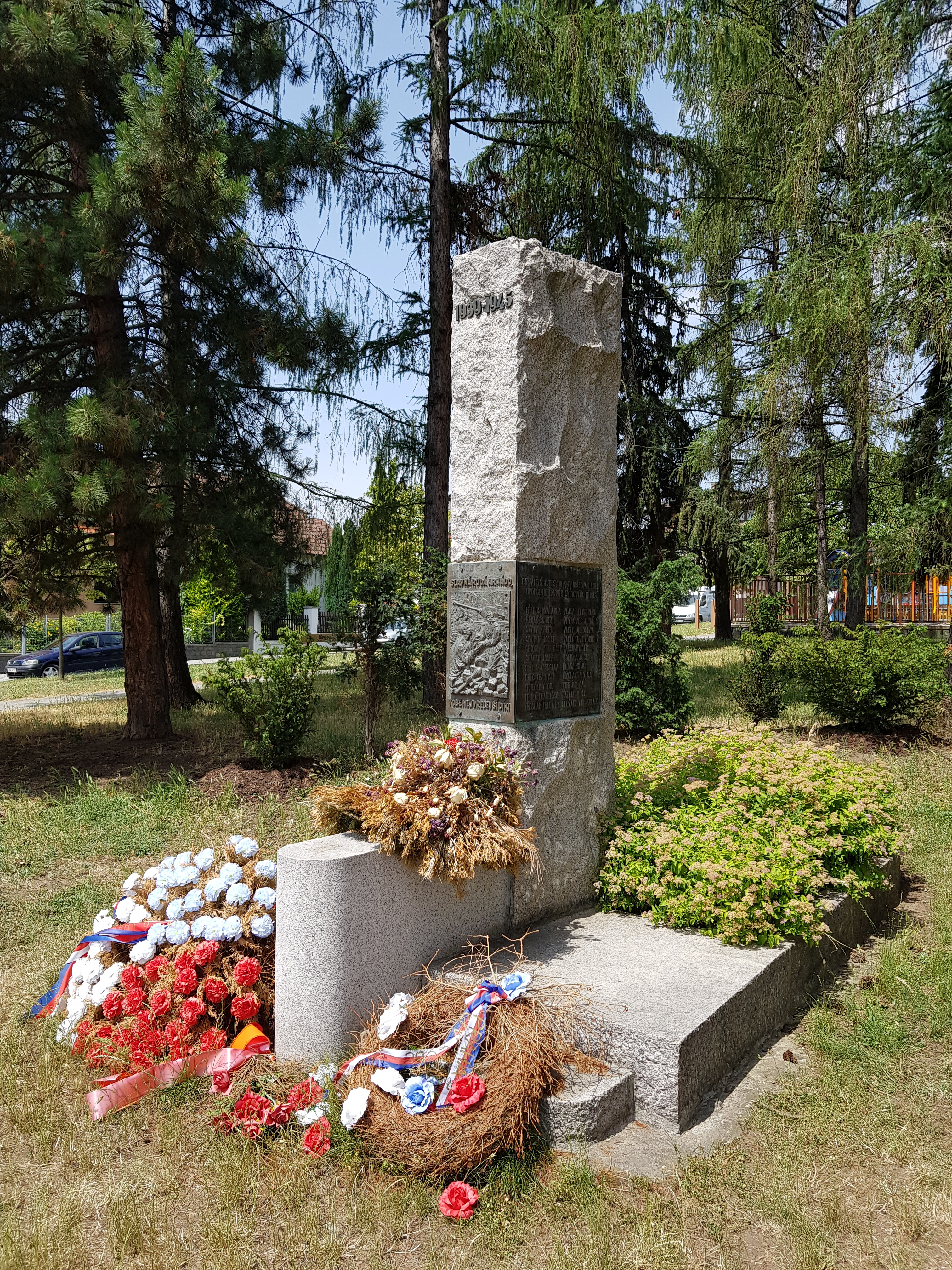
Pomník obětem 2. světové války
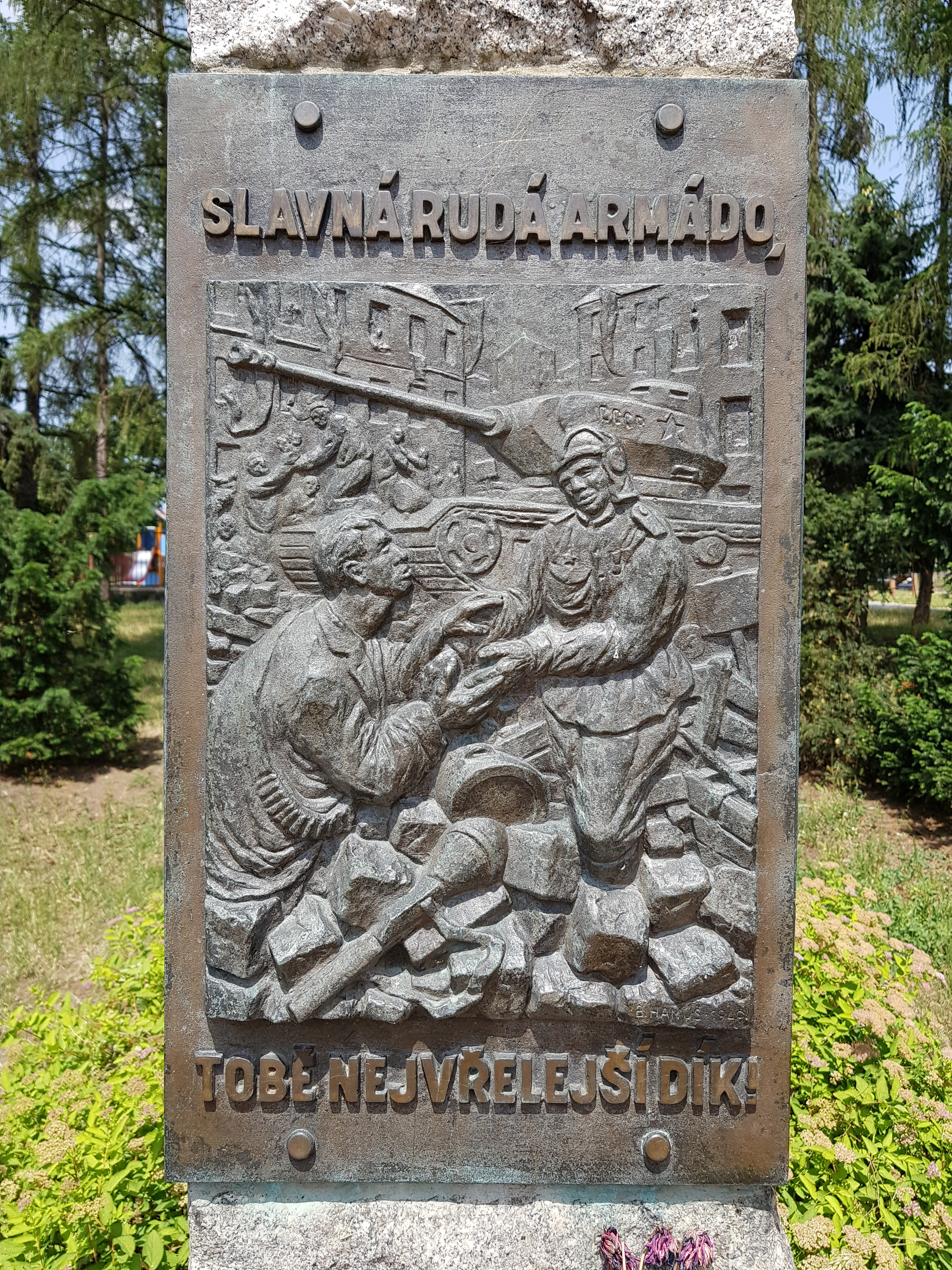
Detail pomníku obětem 2. světové války (jižní strana)
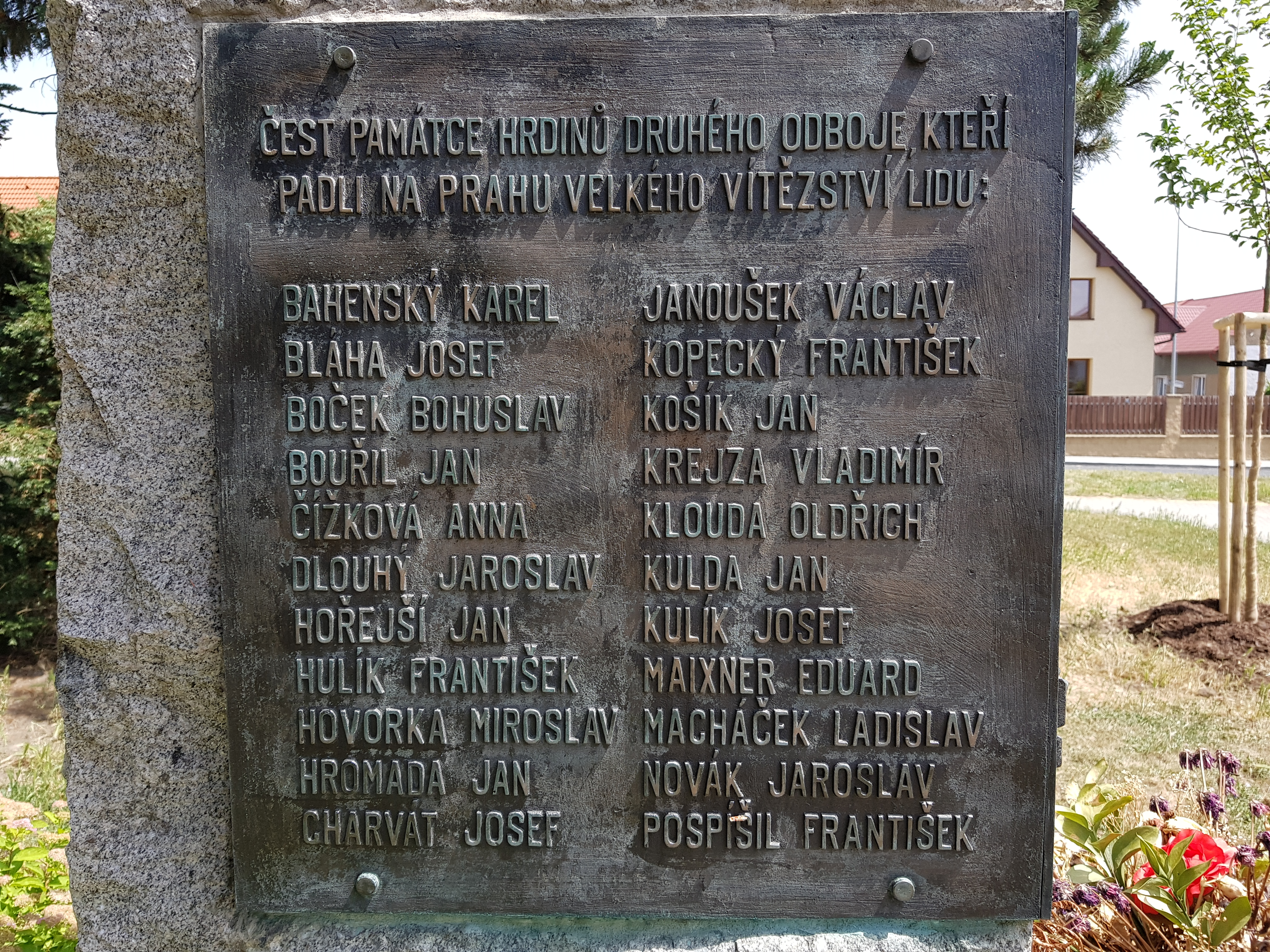
Výčet obětí na pomníku obětem 2. světové války (západní strana)
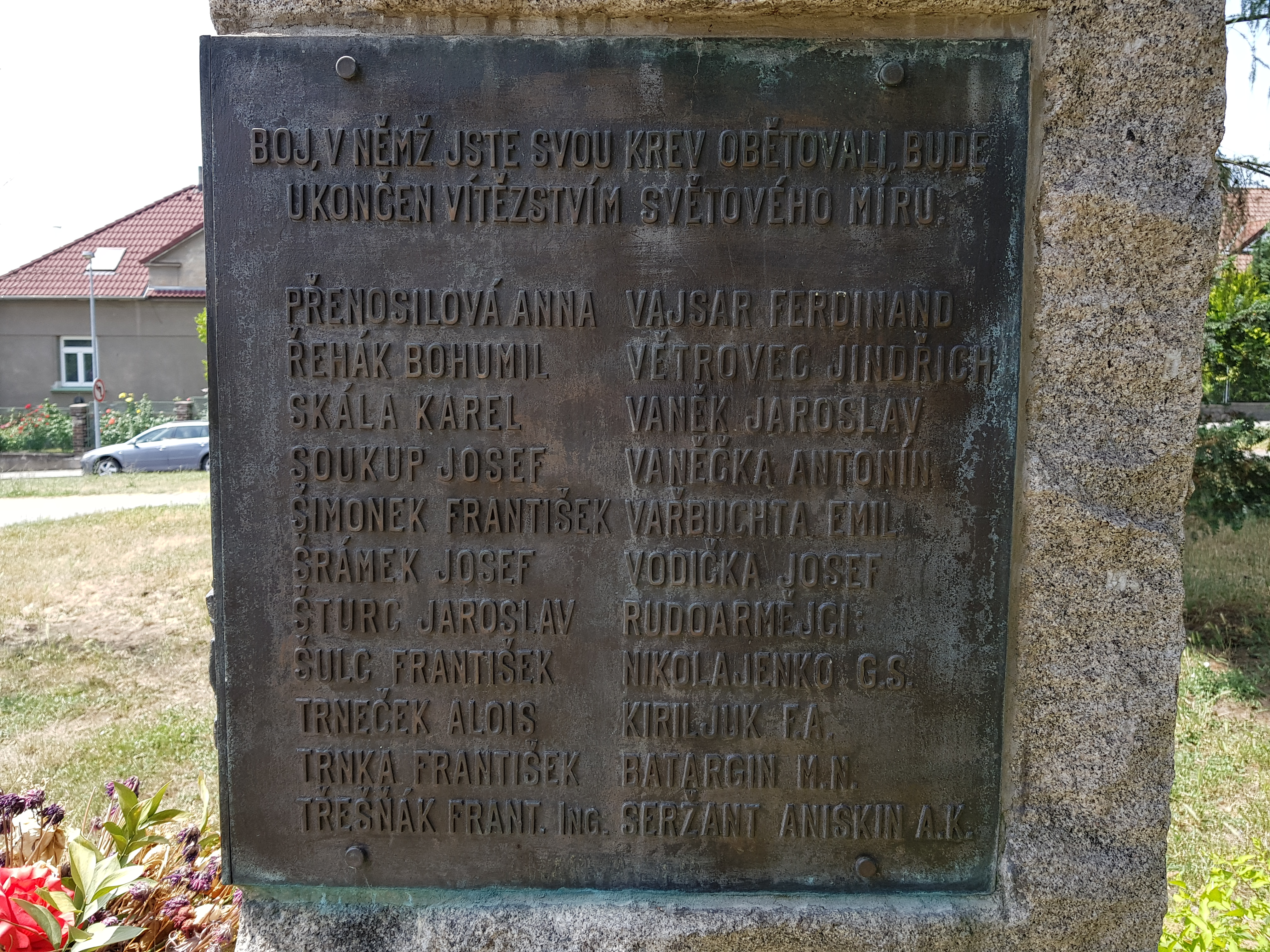
Výčet obětí na pomníku obětem 2. světové války, mezi nimi i čtyři Rudoarmějci (východní strana)
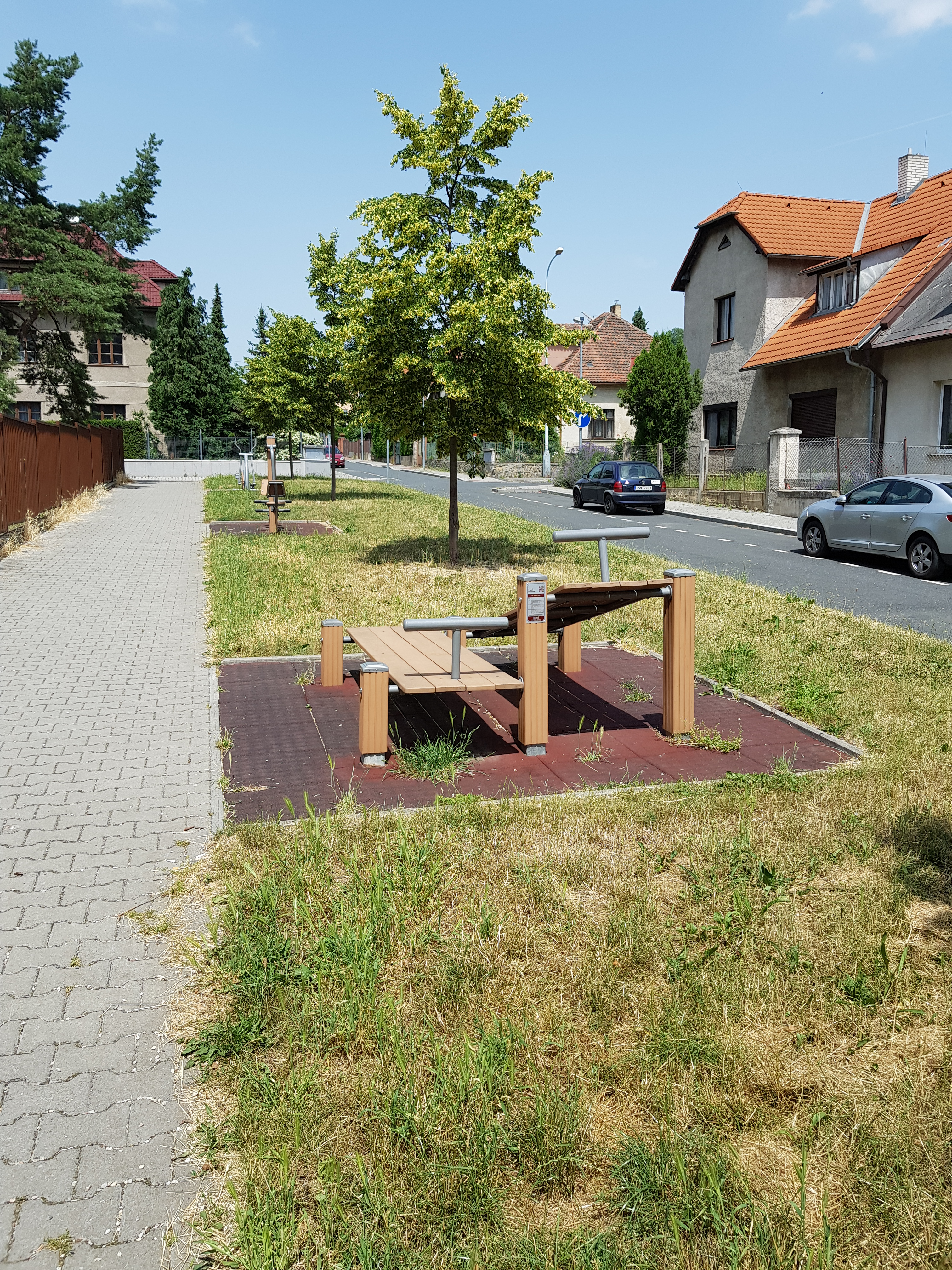
Část venkovní posilovny (stroje směrem k ulici V Humenci)